# Захарченко Катерина Йосипівна
Катерина Йосипівна Захарченко (нар. 1907 — ?) — українська радянська діячка, новатор сільськогосподарського виробництва, голова колгоспу імені Сталіна Конотопського району Сумської області. Депутат Верховної Ради УРСР 4-го скликання.

## Біографія
Народилася в бідній селянській родині.
У 1933 році закінчила Житомирський сільськогосподарський інститут, агроном.
З 1933 року — агроном машинно-тракторної станції (МТС) Дубов'язівського району Сумщини.
Під час німецько-радянської війни перебувала в евакуації, працювала агрономом Будьоннівської МТС Західно-Казахстанської області Казахської РСР.
Член ВКП(б) з 1942 року.
Після повернення на Сумщину — головний агроном Конотопського районного відділу сільського господарства; старший агроном Конотопської машинно-тракторної станції Сумської області.
З січня по жовтень 1954 року — секретар Конотопського районного комітету КПУ по зоні Конотопської машинно-тракторної станції (МТС) Сумської області.
З жовтня 1954 року — голова колгоспу імені Сталіна села Попівки Конотопського району Сумської області. 

## Нагороди[які?]
- ордени
- медалі